# Tumbura
Tumbura là một thị trấn ở bang Tây Equatoria, Nam Sudan. Vào năm 2010, dân số thị trấn được ước tính là khoảng 9.500 người.

## Vị trí
Thị trấn nằm gần biên giới quốc tế với Cộng hòa Dân chủ Congo và Cộng hòa Trung Phi. Vị trí này cách thủ đô Juba khoảng 582 km (362 mi).

## Giao thông
Con đường chính về phía nam (A44) dẫn đến Li Yubu, gần biên giới với Cộng hòa Trung Phi. Tuyến A44-Bắc dẫn đến Wau, thủ phủ bang Tây Bahr el Ghazal. Có hai con đường nhỏ hơn đi về phía đông và tây. Thị trấn cũng có một sân bay nhỏ mang tên Tumbura.